# Marc Doussaud
Marc Doussaud, né le 6 juin 1871 à Lubersac (Corrèze) et mort le 8 septembre 1944 à Lubersac, est un homme politique français.

## Biographie
Ingénieur agronome, il exploite ses domaines. Il est député de la Corrèze de 1910 à 1914 et de 1919 à 1924, siégeant au groupe de l'Action républicaine et sociale.

## Sources
- « Marc Doussaud », dans le Dictionnaire des parlementaires français (1889-1940), sous la direction de Jean Jolly, PUF, 1960 [détail de l’édition]